# Geraldine McCaughrean
Œuvres principales
- L'Habit rouge de Peter Pan
- La Fille de Noé

Geraldine McCaughrean, née le 6 juin 1951 à Londres, est une femme de lettres britannique, auteure de littérature d'enfance et de jeunesse.

## Biographie
Geraldine McCaughrean est connue pour avoir repris le personnage littéraire de Peter Pan pour écrire une suite au roman de J. M. Barrie.
Parmi les livres qui l'ont marquée dans sa jeunesse, elle cite L'Aigle de la neuvième légion de Rosemary Sutcliff et la trilogie de Gormenghast de Mervyn Peake.

## Œuvres traduites en français
- L'Histoire extraordinaire de Noël, ill. par Helen Ward, Paris : Rouge et or, 1990.
- L'Histoire extraordinaire de l'arche de Noé (The Story of Noah and the Ark), ill. par Helen Ward, Rouge et or, 1990.
- Le Petit Ange (The Little Angel),  ill. de Ian Beck, Bayard, 1996.
- Les Chevaliers de la Table ronde (King Arthur), ill. Alan Marks, Éditions Gründ, 1996.
- Contes étoilés du monde entier (The Orchard Book of Starry Tales), Gautier-Languereau, 1999.
- Les Plus Belles Histoires d'amour (The Orchard Book of Love and Friendship), Gautier-Languereau, 1999.
- L'Horloge de grand-mère (My Grandmother's Clock), Mijade, 2003.
- Il était une fois dans l'Oklahoma (Stop the Train), trad. de l'anglais par Philippe Morgaut, Gallimard jeunesse, 2003.
- Haoyou, fils du ciel (The Kite Rider), Gallimard jeunesse, 2003.
- La Fille de Noé (Not the End of the World), Gallimard jeunesse, 2005.
- Blanches Ténèbres (The White Darkness), Bayard, 2010.
- Complot sur le Nil, Gallimard Jeunesse, coll. Histoire courte, 2006.
- La Maison à cinq étages (Six Storey House), Rageot, 2006.
- L'Habit rouge de Peter Pan (Peter Pan in Scarlet, 2006), illustrations de David Wyatt, Pocket Jeunesse, 2006.
- Blanches Ténèbres (White Darkness), Bayard, 2010.
- Casse-Noisette (The Nutcracker), ill. par Kristina Swarner, Gründ, 2012.
- L'Arbre de Jessé, Valence : Ligue pour la lecture de la Bible, 2013.

## Prix et distinctions
- Prix Whitbread 1987 pour A Little Low of Angels[3]
- Médaille Carnegie 1988 pour A Pack of Lies[4]
- Guardian Children's Fiction Prize 1989 pour A Pack of Lies[5]
- Prix Whitbread 1994 pour Gold Dust[3]
- Prix Whitbread 2004 pour Not the End of the World[3]
- Prix Michael L. Printz 2008 pour Blanches Ténèbres
- Finaliste Médaille Carnegie 2011[6] pour The Death Defying Pepper Roux
- Finaliste Médaille Carnegie 2015[6] pour The Middle of Nowhere